# Milorad Peković
Milorad Peković (ur. 5 sierpnia 1977 w Nikšiciu) – czarnogórski piłkarz występujący na pozycji pomocnika oraz trener.
W swojej karierze rozegrał 82 spotkania w Bundeslidze.